# Ердберг (станція метро)
48°11′27″ пн. ш. 16°24′54″ сх. д. / 48.1909° пн. ш. 16.4149° сх. д.
«Ердберг» (нім. Erdberg) — станція Віденського метрополітену, розміщена на лінії U3 між станціями «Шлахтгаус-гассе» і «Газометер». Відкрита 6 квітня 1991 року у складі дільниці «Ердберг» — «Фолькстеатер».